# 웨스 스투디
웨스 스투디(Wes Studi, 1947년 12월 17일 ~ )는 미국의 배우이다. 2019년 아메리카 원주민 중 최초로 아카데미 공로상을 받았다.

## 출연 작품

### 영화
- 늑대와 춤을 (1990)
- 도어즈 (1991) - 사막의 인디언 역
- 라스트 모히칸 - 마구아 역
- 제로니모 (1993)
- 스트리트 파이터 (1994) - 사가트 역
- 히트 (1995)
- 딥 라이징 (1998)
- 호스 위스퍼러 (1998)
- 미스테리 맨 (1999)
- 언디스퓨티드 (2002)
- 뉴 월드 (2005)
- 세러핌 폴스 (2006)
- 내 심장을 운디드 니에 묻어다오 (2007)
- 올더 댄 아메리카 (2008)
- 아바타 (2009)
- 빙 플린 (2012)
- 밀리언 웨이즈 (2014)
- 비행기 2: 소방구조대 (2014) - 목소리
- 몬태나 (2017)
- 더 웨이 홈 (2019) - 캡틴 사카 역
- 소울 (2020) - 제리 역 (목소리)

### 텔레비전
- 초인 플래시 (1990)
- Highlander (1992)
- 제51회 골든 글로브상 (1994) - 진행
- 세이빙 그레이스 (2009)
- 멘탈리스트 (2010)
- 헬 온 휠즈 (2011-2)
- 인 플레인 사이트 (2012)
- 페니 드레드풀 (2014)
- 그레이 아나토미 (2021)
- 미라클 워커스 (2021)
- 프라우드 패밀리: 라우더 앤 프라우더 (2023) - 목소리